# Crouzonův syndrom
Crouzonův syndrom, dříve také označovaný jako kraniofaciální dysostóza (dysostosis craniofacialis) je vrozená porucha vývoje lebky s autozomálně dominantní dědičností. Byla popsána asociace s mutacemi v genech FGFR2 a FGFR3, které kódují receptory pro růstové faktory fibroblastů.
Hlavním příznakem je věžovitá lebka (turicefalie) s širokým čelem, případně s vysokým hrbolem v oblasti velké fontanely. Důvodem je předčasný srůst šipového švu (sutura sagittalia). Dalšími příznaky jsou exoftalmus (vystouplé oční bulby), orbitální hypertelorismus (široce od sebe postavené oči), lehce antimongoloidní postavení očních štěrbin (osa očních víček směřuje od středu směrem dolů), divergentní strabismus (rozbíhavé šilhání), hypoplazie maxily (menší horní čelist), tzv. nos papouščího zobáku.
Porucha růstu lebky může vést k útlaku optického nervu a jeho následné atrofii. Ze stejných důvodů může dojít i k poruchám sluchu.
Crouzonův syndrom je možné řešit operací lebky v raném dětství. Pokud je operace provedena, postižení jedinci se dožívají normálního věku. I po operaci je běžný podkus (opak předkusu), tyto osoby mají problém s ukousnutím potravy a raději si ji krájí nebo lámou.